# 5월 11일
5월 11일은 그레고리력으로 131번째(윤년일 경우 132번째) 날에 해당한다.

## 사건
- 330년 - 비잔티움이 로마 제국의 새 수도가 되면서 콘스탄티노폴리스로 이름이 바뀌다.
- 912년 - 동로마 제국의 알렉산드로스가 황제가 되다.
- 1891년 - 러시아 제국의 황태자 니콜라이가 일본 제국 시가현(滋賀縣) 오쓰시(大津市)에서 경호를 맡고 있던 순사 쓰다 산조(津田三蔵)에게 갑자기 칼을 맞는 오쓰 사건이 일어나다.
- 1955년 - 일본, 시운마루호 침몰 사고 발생으로 168명 사망.
- 1995년 - 핵확산 방지조약이 무기한으로 연장되다.
- 1999년 - 대한민국, 만민중앙교회 신도들이 MBC 주조정실에 난입하면서 PD수첩 방송이 중단되었다.
- 2013년 - 터키 남부 레이한리 지역에서 연쇄 차량폭탄 테러가 발생, 적어도 46명이 사망하다.
- 2015년 - 미크로네시아 연방에서 전 대통령인 매니 모리가 8년 간의 대통령의 생활을 마감하고 퇴임하다.

## 문화
- 868년 - 중국 당나라, 날짜가 인쇄된 책으로서는 가장 오래된 금강경 사본이 중국에서 인쇄되다.
- 1927년 - 미국, 명예 영화인 단체인 영화 예술 과학 아카데미가 발족되다.
- 1988년 - 대한민국, 서울랜드 개장.
- 1997년 - IBM 사의 컴퓨터 딥 블루가 가리 카스파로프와의 여섯 체스 대국 끝에 세계 체스 챔피언과의 경기에서 이긴 최초의 컴퓨터가 되다.
- 2006년 - 대한민국 제1회 입양의 날.
- 2010년 - 프로야구에서 류현진이 17K로 한 경기 최다 탈삼진 기록을 세웠다.

## 탄생
- 1366년 - 잉글랜드의 국왕 리처드 2세의 첫 번째 왕비 안나 체스카 왕녀. (~1394년)
- 1811년 - 미국의 결합 쌍둥이 창과 앵 벙커. (~1874년)
- 1857년 - 일본 제국의 경찰관, 정치인 이케가미 시로. (~1929년)
- 1887년 - 오스트리아의 피아니스트 파울 비트겐슈타인. (~1961년)
- 1891년 - 미국의 정치인 헨리 모건소 주니어. (~1967년)
- 1897년 - 미국의 문화인류학자 조지 머독. (~1985년)
- 1904년 - 스페인의 초현실주의 화가 살바도르 달리. (~1989년)
- 1905년
  - 대한민국의 관료 이선근. (~1983년)
  - 대한민국의 독립운동가 조명하. (~1928년)
- 1908년 - 대한민국의 시인 김기림. (~1950년)
- 1918년 - 미국의 물리학자 리처드 파인만. (~1988년)
- 1923년 - 미국의 수학자 에우제니오 칼라비. (~2023년)
- 1929년 - 영국령 홍콩 태생 일본의 화학자 나카니시 고지. (~2019년)
- 1930년 - 네덜란드의 컴퓨터 과학자 에츠허르 데이크스트라. (~2002년)
- 1932년 - 대한민국의 군인, 경찰, 제16대 서울시장, 정치인 구자춘. (~1996년)
- 1941년 - 미국의 싱어송라이터 및 영화배우 에릭 버든.
- 1946년 - 대한민국의 의사, 정치인 고진부.
- 1947년 - 대한민국의 성우 김용식.
- 1953년
  - 대한민국의 배우 정진각.
  - 스페인의 배우 키티 만베르.
- 1954년 - 대한민국의 변호사 엄상익.
- 1955년 - 미국의 영화배우, 안무가, 무용가 아돌포 퀴노네스. (~2020년)
- 1958년
  - 대한민국의 정치인 이종석.
  - 일본의 기독교 음악가 쿠메 사유리.
- 1959년 - 대한민국의 언론인 신강균.
- 1960년 - 대한민국의 전 입법공무원 김승현.
- 1962년 - 대한민국의 민주화 운동가 이내창. (~1989년)
- 1963년
  - 대한민국의 정치인 이헌승.
  - 일본의 희극인 하마다 마사토시.
  - 스웨덴의 소프라노 가수 니나 슈템메.
  - 잉글랜드의 배우 너태샤 리처드슨. (~2009년)
- 1964년
  - 대한민국의 가수, 배우, 작곡가, 기타리스트 김도균.
  - 미국의 배우, 영화 감독 팀 블레이크 넬슨.
- 1965년 - 대한민국의 배우 권경하.
- 1967년 - 미국의 권투 선수 케네스 굴드.
- 1968년 - 대한민국의 가수, 작곡가 윤상.
- 1970년
  - 대한민국의 전 야구 선수 김상엽.
  - 대한민국의 방송인, 모델 이기상.
  - 미국의 배우 니키 캣. (~2025년)
- 1971년
  - 대한민국의 트로트 가수 서지오.
  - 일본의 범죄자 가미사쿠 조.
- 1973년 - 폴란드의 펜싱 선수 야로스와프 로제비치.
- 1974년
  - 프랑스의 배우 브누아 마지멜.
  - 대한민국의 가수, 배우 김성욱.
  - 대한민국의 축구 선수 김승한.
- 1975년 - 미국의 배우 코비 벨.
- 1976년
  - 네덜란드의 종합격투기 선수 멜빈 마누프.
  - 대한민국의 연출가 이동윤.
- 1977년 - 대한민국의 아나운서 이혜승.
- 1980년 - 일본의 전 축구 선수 가마다 쇼헤이.
- 1981년
  - 대한민국의 배우 최현.
  - 남아프리카 공화국의 배우 테리 페토.
  - 일본의 전 축구 선수 마쓰이 다이스케.
- 1982년
  - 대한민국의 희극인 문세윤.
  - 캐나다의 배우 코리 몬티스.
- 1983년
  - 대한민국의 배우 박희본.
  - 대한민국의 배우 곽선영.
  - 핀란드의 기타리스트 마티아스 쿠피아이넨.
- 1984년 - 스페인의 축구 선수 안드레스 이니에스타.
- 1985년 - 대한민국의 가수 선우정아.
- 1986년
  - 네덜란드의 프로게이머 마누엘 쉔카이젠.
  - 미국의 성우 티아 밸러드.
  - 프랑스의 축구 선수 아부 디아비.
  - 대한민국의 쇼트트랙 선수 고기현.
  - 스페인의 전 축구 선수 하비 마르케스.
- 1987년
  - 대한민국의 가수 임슬옹 (2AM).
  - 대한민국의 성우 최현수.
  - 대한민국의 야구 선수 김기태.
  - 대한민국의 축구 선수 김성민.
  - 일본의 축구 선수 마키노 도모아키.
  - 브라질의 유도 선수 하파에우 시우바.
- 1988년 - 일본의 축구 선수 신자토 쇼헤이.
- 1989년
  - 멕시코의 축구 선수 조바니 도스 산토스.
  - 프랑스의 축구 선수 케뱅 르 루.
- 1990년 - 대한민국의 래퍼 우태운.
- 1991년
  - 대한민국의 아나운서, 기자 이수진.
  - 대한민국의 축구 선수 최지훈.
  - 대한민국의 가수 알케이.
- 1992년
  - 벨기에의 축구 선수 티보 쿠르투아.
  - 일본의 성우 아사이 아야카.
  - 스페인의 축구 선수 파블로 사라비아.
  - 대한민국의 가수 황지현.
- 1993년
  - 대한민국의 뮤지컬 배우 김주연.
  - 중화인민공화국의 권투 선수 후젠관.
  - 스웨덴의 축구 선수 엘린 루벤손.
- 1994년 - 대한민국의 배우 조혜원.
- 1995년 - 대한민국의 가수 종운 (블랙식스).
- 1996년 - 일본의 배우 미야타케 미오.
- 1997년
  - 미국의 배우 라나 콘도어.
  - 미국의 래퍼 코이 르레이.
- 1998년 - 대한민국의 아이스하키 선수 이주형.
- 1999년
  - 대한민국의 래퍼 휘영 (SF9).
  - 대한민국의 권투 선수 임애지.
  - 미국의 배우, 가수 사브리나 카펜터.
- 2000년 - 중화인민공화국의 탁구 선수 왕추친.
- 2001년
  - 대한민국의 야구 선수 최승용.
  - 태국의 배드민턴 선수 꾼라웃 위팃산.
- 2002년 - 대한민국의 아이돌 시온

- 2004년 - 대한민국의 가수 민주.

## 사망
- 1507년 - 이탈리아의 군인, 정치인 체자레 보르자. (1475년~)
- 1778년 - 영국의 수상 제1대 채텀 백작 윌리엄 피트. (1708년~)
- 1849년 - 독일의 작곡가 겸 지휘자, 빈 필하모닉 오케스트라의 설립자 오토 니콜라이. (1810년~)
- 1871년 - 천왕성을 발견한 영국의 천문학자 윌리엄 허셜의 아들이자 청사진의 발명가 존 허셜. (1792년~)
- 1916년
  - 독일의 작곡가, 피아니스트 막스 레거. (1873년~)
  - 독일의 천문학자 카를 슈바르츠실트. (1873년~)
- 1938년 - 소비에트 연방의 작가 조명희. (1894년~)
- 1972년 - 대한민국의 독립운동가, 정치인 이범석. (1900년~)
- 1976년 - 핀란드의 건축가, 디자이너 알바르 알토. (1898년~)
- 1977년 - 대한민국의 독립운동가 안재환. (1898년~)
- 2001년 - 영국의 작가 더글러스 애덤스. (1952년~)
- 2004년 - 대한민국의 시인, 언론인 구상. (1919년~)
- 2018년 - 프랑스의 문학이론자 제라르 주네트. (1930년~)
- 2019년 - 미국의 영화배우 페기 립턴. (1946년~)
- 2020년 - 미국의 영화배우 제리 스틸러. (1927년~)
- 2021년
  - 미국의 영화배우 노먼 로이드. (1914년~)
  - 대한민국의 영화제작자 이춘연. (1951년~)
- 2023년 - 일본의 야구 선수, 야구 감독 나카니시 후토시. (1933년~)
- 2024년
  - 미국의 영화배우 수잔 백클리니. (1946년~)
  - 미국의 군인 존 A. 위컴 주니어. (1928년~)
  - 대한민국의 경제학자 정창영. (1943년~)
- 2025년
  - 미국의 영화감독 로버트 벤턴. (1932년~)
  - 미국의 프로레슬링선수 사부. (1964년~)

## 기념일
- 입양의 날: 대한민국
- 연방 가입일: 미네소타주

## 같이 보기
- 전날: 5월 10일 다음날: 5월 12일 - 전달: 4월 11일 다음달: 6월 11일
- 음력: 5월 11일
- 모두 보기